# Йохан Опхойсен
Йохан Опхойсен (на нидерландски: Johan H. W. van Ophuijsen) е нидерландски лекар, психиатър и пионер в психоанализата.

## Биография
Роден е на 12 ноември 1882 година на остров Суматра в тогавашната Нидерландска Индия. Изпратен е в Нидерландия за основното си образование, когато е на 13 години. Получава медицинската си степен от Лайденския университет през 1909 г.
Заминава за 4 години в Цюрих, в клиниката на Ойген Блойлер. Започва анализа с Юнг и анализира някои английско-говорещи пациенти. Също така е секретар на Цюрихското психоаналитично общество и като такъв присъства на срещата на 12 ноември в Мюнхен на Фройд и Юнг заедно с Карл Абрахам и Ърнест Джоунс, където конфликтът между Фройд и Юнг ескалира.
Заедно със своите колеги основава Нидерландското психоаналитично общество през 1917 г. Ван Опхойсен е връзката между нидерландците и международната психоанализа чрез неговите доклади за Международния журнал за психоанализа и Нидерландския медицински журнал. През 1922 г. отива за няколко години в Берлин за по-нататъшна анализа с Абрахам в сътрудничество с Макс Айтингон и Ханс Закс.
Умира на 31 май 1950 година в Детройт на 67-годишна възраст.